# Granulina vanhareni
Granulina vanhareni is een slakkensoort uit de familie van de Marginellidae. De wetenschappelijke naam van de soort is voor het eerst geldig gepubliceerd in 1984 door van Aartsen, Menkhorst & Gittenberger.